# Pohořelice
Pohořelice (německy Pohrlitz) jsou město v okrese Brno-venkov v Jihomoravském kraji. Rozkládají se 25 km jižně od Brna na řece Jihlavě, v Dyjsko-svrateckém úvalu. Žije zde přibližně 6 100 obyvatel. Jedná se o vinařskou obec v Mikulovské vinařské podoblasti.

## Název města a jeho znak
Jméno osady vychází z obyvatelského označení pohořělici, jehož význam byl buď "obyvatelé vsi, která vyhořela" nebo "obyvatelé vypáleného, vyžďářeného místa". Německé jméno (ve starších dokladech Poherlitz) vzniklo z českého. Židovský název města v hebrejštině zní פארליץ.
V prvních písemných zmínkách o Pohořelicích z roku 1222 je město označováno jako „Borlitz“, později jsou používány kupříkladu výrazy „Bohorliz“, „Pohrliz“ nebo „Pohořelicz“. Jedná se o zjevně poněmčené tvary českého názvu „Pohořelice“.
Tento název je pravděpodobně odvozen od osobního jména „Pohořel“ nebo od „lidí, kteří byli pohořelí“. Lze tedy usuzovat, že původní osada/město bylo vytvořeno na místě někdejšího osídlení, které bylo dříve zničeno požárem.
Znak města se vyvinul z podoby pečetního znamení. Nejstarší dochovaná pečeť pochází z roku 1354 na listině vydané v Pohořelicích. V pečetním poli, damaskovaném rostlinnými úponky, se nachází gotický štít s hradební zdí, u špice štítu je vyobrazena zaklenutá brána se zavřenými vraty. Nad branou se nachází cimbuří o čtyřech stínkách, dvou vpravo a dvou vlevo. Za branou jsou umístěny tři kolmé věže, prostřední je ukončena ochozem a stínkami, dvě krajní jsou zakončeny špičatými střechami. Legenda, zhotovena smíšeným majuskulním písmem s unciálními tvary, zní: „+SIGILLVM.CIVIVM.POHORLIC“. Průměr této pečeti kulatého tvaru je 40 mm.
Z popsaného pečetního znamení se postupem doby vyvinul městský pohořelický znak. Kdy přesně k tomu došlo, však není možné říci, nejpravděpodobněji se tak stalo mezi roky 1397 a 1614. Současná podoba znaku města pak byla oficiálně schválena v roce 1977 na základě rozhodnutí MěNV v Pohořelicích.

## Historie
Související informace naleznete také v článku Rybníkářství na Pohořelicku.
Pohořelice patří mezi prastará města Moravy. Nachází se na území starého osídlení, kde byly nalezeny doklady pobytu lidí již z mladší doby kamenné. Kontinuální osídlení z této doby až do současnosti, později v podobě zemědělsko-obchodního sídliště, bylo umožněno výhodnou polohou na průsečíku obchodních cest a v blízkosti relativně snadného přechodu přes řeku Jihlavu.

### Královské město Pohořelice
K přeměně zdejší osady na město došlo zřejmě za vlády českého knížete Vladislava Jindřicha, kdy byla na Moravě zahájena přeměna správní podoby země a geneze městského zřízení. Pohořelice se přeměnily na město tzv. lokací, kdy osada byla na město „vysazena“. Původní (předlokační) Pohořelice se rozkládaly v nejbližším okolí stávajícího kostela. Nové město bylo podstatně větší než původní stará osada a nacházelo se v oblasti tehdy obtékané řekou Jihlavou, která chránila město ze dvou stran. Dá se předpokládat, že ve 13. století Pohořelice ještě neměly hradby, ale jen jednoduché opevnění plaňkami a náspy. Hradby byly vystavěny ve 14. století a podle nalezených vytesaných kvádrů byly relativně mohutné.
Obě první písemné zmínky o Pohořelicích pochází z roku 1222. Jedná se o opis listiny z 25. ledna ve velehradském kodexu a o listinu olomouckého biskupa Roberta, která pochází z doby před 12. srpnem daného roku. Pohořelice byly vždy městem zeměpanským a byly tedy městem královským, i když náležely mezi nejmenší města na Moravě. Nebyly však vždy v přímém držení českých králů, popřípadě moravských markrabat, ale náležely mezi ta města, která byla dávána věnem královnám, popř. moravským markraběnkám. Pohořelice tedy patřily ve 13. až 14. století postupně královně Kunhutě, královně Gutě, Elišce Přemyslovně, markraběnce Blance a později pravděpodobně i jiným manželkám markrabat z rodu lucemburského.
Rozvíjející se a rostoucí město zažívalo od druhé poloviny 15. století úpadek v souvislosti s místními pustošivými boji a pobyty vojsk (Česko-uherské války a boj mezi Matyášem Korvínem a Vladislavem Jagellonským). V průběhu 15. století byl soustavně ničen celý kraj a zaniklo zde nejméně 45 obcí (kupříkladu Koválov, Narvice, Borovice, Loponice, Lenovice, Němčičky, Přeříž, Hlavatice a Topolany).

### Poddanské město Pohořelice
Na počátku 16. století byly Pohořelice majetkem krále Vladislava Jagellonského. V roce 1514 je propustil v dědičné držení velmoži Vilémovi z Pernštejna. Status Pohořelic tak klesl z města královského na město poddanské. Od dob Pernštejnů také náležely Pohořelice k Židlochovickému panství, které bylo rovněž v majetku tohoto šlechtického rodu.
Vilém z Pernštejna postupně vykupoval pusté lány zaniklých obcí v okolí Pohořelic a ve vlastní režii na nich začal hospodařit. Na pozemcích používali Pernštejnové nové technologie a tehdy pokrokové hospodářské metody. Díky velkým plochám scelených pozemků bylo možné vytvářet velkostatky (neboli dvory) a také zde zakládat rybníky. Volbou rybníkářství, jakožto výdělečné činnosti, se snažil Vilém z Pernštejna překlenout hospodářské potíže plynoucí z úbytku a nedostatku obyvatelstva. Zakládané rybníky mohly mít také nově velké plochy díky novým stavebním postupům. Menší počty poddaných a tedy nižší pasivní příjem řešil systémem intenzivního hospodaření při vlastních dvorech.
Pohořelice jakožto město získávaly v té době vlastní příjmy mimo jiné z výběru mýta. Výroční trhy se zde konaly pětkrát ročně (vždy v úterý, dobytčí ve středu). Správu města vedl rychtář a přísežní, později purkmistr a radní.
V 16. století je již v Pohořelicích doložena samostatná židovská obec. V roce 1562 odprodali Pernštejnové část svých majetků včetně Pohořelic. Ty následně připadly Žerotínům. Jan Diviš ze Žerotína nezanechal mužského potomka a žerotínská rodina neměla dost prostředků k převzetí rozsáhlého panství. Dědicové tedy prodali v roce 1616 město Pohořelice a další obce panu Adamovi z Valdštejna.
Třicetiletá válka (1618-1648) opět zpustošila Pohořelice i místní kraj. Hospodářské průtahy, rekvizice, odebírání dobytka zde působily ničivě. Ve 40. letech švédské vojsko město vyplenilo. Zásadní vliv měly také morové rány v letech 1623, 1645 a 1648. Tehdy se z města stala velikostí a podobou spíše vesnice. Určitý význam městu zůstal díky poloze na důležité poštovní trase Vídeň-Mikulov-Brno a udržení jeho statusu pomohlo také vybudování místní poštovní stanice v roce 1633. Ke konci 17. století po Valdštejnech Pohořelice částečně zdědil a částečně je odkoupil Filip Ludvík Sinzendorf.

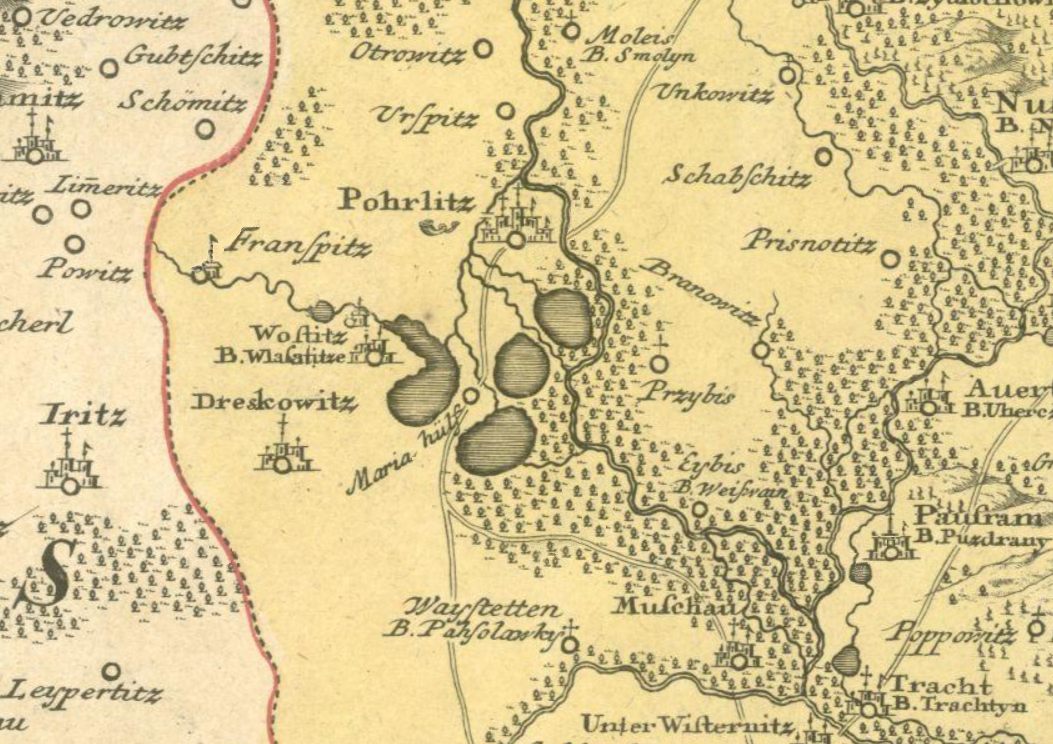
Pohořelice v 18. století s rybníky založenými Pernštejny.

### 18. století v dějinách Pohořelic
Významu a rozvoji města na počátku 18. století pomohla výstavba císařské cesty (1727 až 1740) z Vídně přes Brno do Olomouce, která vedla přes Pohořelice. Tato první důkladně zbudovaná císařská cesta, která spojovala Moravu s Vídní a Rakouskem byla vždy (až do postavení železnice Vídeň-Brno v následujícím století) nejfrekventovanější z vojenských cest, což se odráželo na velikosti města a rozvoji jeho obchodu a řemesel.
V roce 1729 bylo v Pohořelicích zrušeno hrdelní právo. V polovině 18. století se v Pohořelicích nacházeli 3 ševci, kolář, lazebník, řemenář, kožišník, pekař, krejčí, bednář a zámečník. V roce 1776 byly Pohořelicím povoleny další dva výroční trhy, aby se zmírnily velké výdaje, které obec měla jako stálá vojenská stanice s ubytováním branných sil.
Po smrti Filipa Ludvíka Sinzendorfa v roce 1742 jeho dědicové majetky odprodali Ditrichštejnům. První majitel z tohoto rodu byl velkým milovníkem honitby a vystavěl za Velkým Dvorem lovecký zámeček Leopoldsruhe s kaplí sv. Eustacha. Ke katastru města tehdy náležely dvory Hildegardin (37 obyvatel), dvůr Marie (7 obyvatel), Velký dvůr (30 obyvatel) a také hájenka (4 obyvatelé).

### Pohořelice v 19. století
Na počátku 19. století Pohořelice utrpěly nesmírné hmotné škody opět v souvislosti s probíhající válkou a tahem vojsk přes jejich katastr, tentokrát šlo o Napoleonské války (1803 až 1815). V roce 1819 Ditrichštejnové prodali majetky, včetně Pohořelic, císařské habsbursko-lotrinské rodině, potomkům císaře Leopolda II.

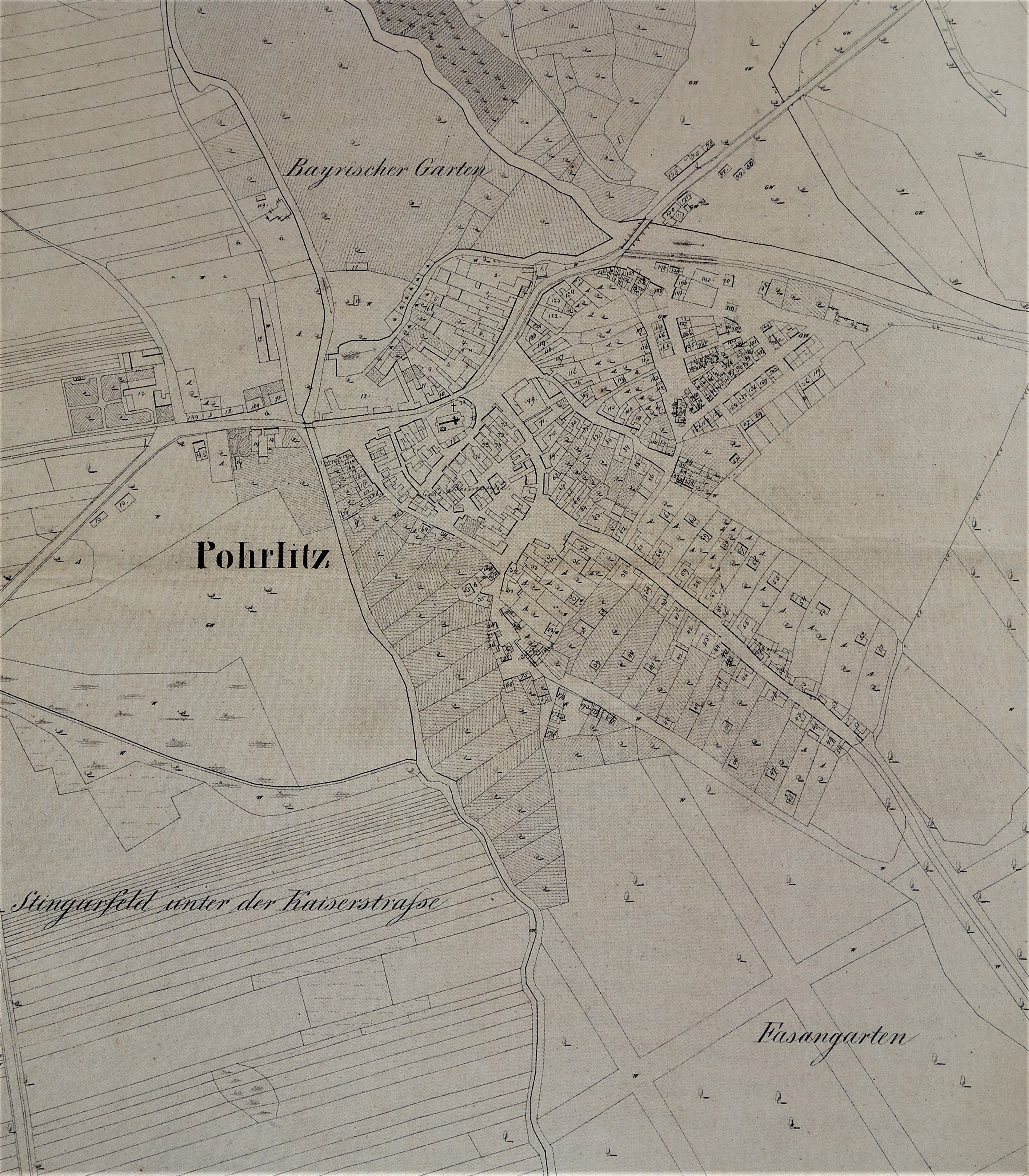
Podrobná mapa Pohořelic z roku 1825.

V první polovině 19. století bylo v Pohořelicích četnické velitelství, sklad tabáku, trafika, císařsko-královské silniční a mostní mýto. Dále se zde nacházela nemocnice, lékárna, ordinovali dva diplomovaní lékaři, ranhojič a dvě porodní asistentky. Z důvodu odlišných priorit v zemědělském hospodaření byly v průběhu první poloviny 19. století postupně zrušeny a vysušeny rybníky v Pohořelické rybniční soustavě. Stagnaci v dalším rozvoji Pohořelic způsobil v roce 1839 dokončený železniční úsek z Vídně do Brna. Původní císařská cesta, která městem procházela, tím totiž ztratila na významu.
V roce 1848 nastala zrušením roboty zásadní změna ve vztahu mezi poddanými a vrchností. Zanikla prastará patrimoniální správa, kdy o osudech poddaných rozhodoval zprostředkovaně majitel panství a zemské úřady. Místní občané si nově utvářeli své volené obecní samosprávy. Pohořelice tak přestaly úředně náležet k Židlochovickému panství, jehož součástí byly od roku 1514. Pohořelice byly začleněny pod krajský úřad brněnský, okresní hejtmanství hustopečské a soudní okres Židlochovice.
Na vrchnostenských dvorech v Pohořelicích byl zrušen trojpolní systém hospodaření, na pastvinách po dřívějších rybnících se začal chovat dobytek (zejména ovce) a byly pěstovány nové plodiny, především cukrová řepa. V Pohořelicích byl vybudován cukrovar a díky cukrovarnickému podnikání a nově přistěhovaným pracovníkům nastal ve městě opět výraznější hospodářský rozvoj. V roce 1859 se ve městě nacházelo 6 hostinců, 4 cihelny, zednický mistr, barvíř pláten, hodinář, 2 hokynáři, modistka, 4 kováři, 2 koláři, 3 řemenáři, 4 truhláři, 2 zámečníci, 7 krejčích, 4 obuvníci, bednář, kožišník, 3 pekaři, řezník, perníkář, provazník, 2 hrnčíři a kloboučník. V židovské čtvrti pak své služby poskytovalo dalších přibližně 15 řemeslníků a obchodníků.
V roce 1866 v rámci rakousko-pruské války byly v Pohořelicích a okolí ubytovány pruské oddíly o počtu přibližně 18 000 mužů a 7 000 koní, což pro město představovalo opět velkou finanční zátěž. V roce 1877 byla ustavena městská spořitelna. Význam města vzrostl, když zde v roce 1901 byl zřízen berní úřad a okresní soud, jehož obvod tvořilo celkem 19 okolních obcí.

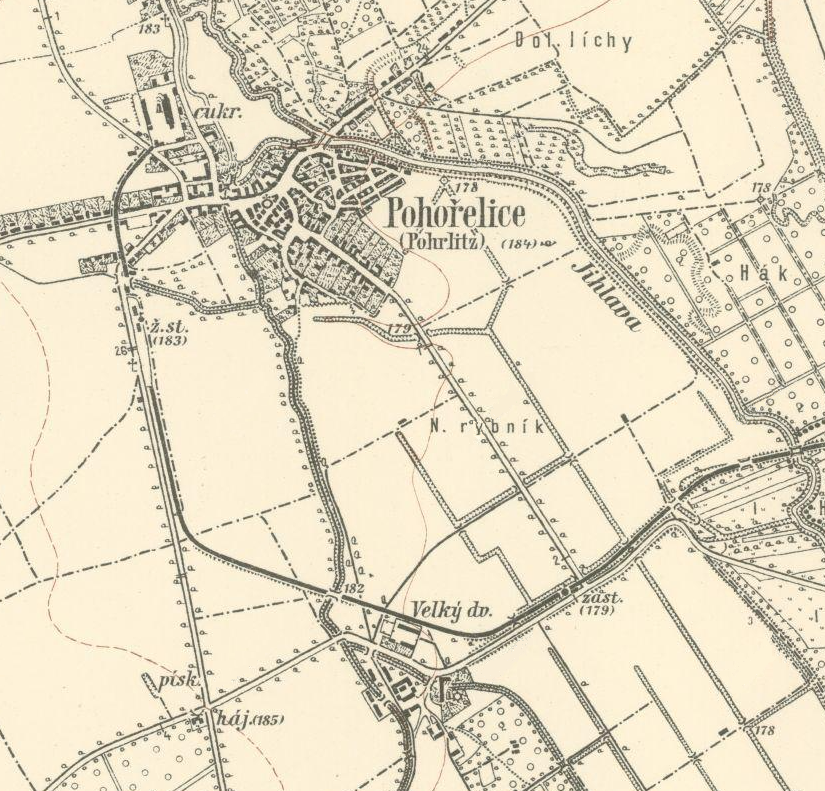
Pohořelice v roce 1936. Pole a louky protíná systém náhonů.

### Počátek 20. století
V době první světové války bylo v Pohořelicích ubytováno přibližně 5 000 uprchlíků (především z Haliče). Na konci války byly Pohořelice finančně a materiálně vyčerpané. Na válečných frontách zahynulo 83 místních občanů.
Po roce 1918 dřívější vrchnostenský majetek (v té době panství arcivévody Bedřicha Rakousko-Těšínského v Židlochovicích, pod které náležely i pozemky v katastru Pohořelic) přešel podle mírové smlouvy v St. Germain-en-Laye do majetku nového československého státu. Majetek byl začleněn do státní organizace Československé státní lesy a statky. Dále byl předisponován dosavadnímu nájemci (Hrušovanská rafinerie a.s.) a od 1. 7. 1923 přešel do nájmu Akciové společnosti pro průmysl cukrovarnický v Hodoníně.
K pohořelickému velkostatku náleželo hospodářství Velký dvůr a lesní revíry „Velký dvůr” a „Proklatá”, převzaté zestátněným velkostatkem Židlochovice (1924). Z Velkého dvora bylo za 1. pozemkové reformy rozparcelováno 26 ha. Část další půdy byla přidělena pachtovním a kolonizačním družstvům v Brně (45 ha) a v Jihlavě (46 ha). Lovecký zámeček Leopoldsruhe jako součást státního statku byl zapsán jako dům pod č. 134, ve kterém bylo zřízeno bydlení pro 17 partají. Všichni jeho obyvatelé byli Češi zaměstnaní na zestátněném Velkém Dvoře.
Dvory Hildegardin, Marie (též U Cyrila) a Vilémův byly i s pohořelickým cukrovarem v roce 1923 prodány koncernu Akciových rafinerií rolnických cukrovarů v Olomouci, který vytvořil velkostatek Dolní Kounice – Pohořelice s ředitelstvím v Pohořelicích s výměrou 2 807 ha (z toho 1 905 ha zemědělské půdy a 9 dvorů). Za první pozemkové reformy bylo z něho rozparcelováno 1 816 ha, ze 389 ha vytvořeno 7 zbytkových statků a ostatní půda byla vlastníkům propuštěna ze záboru (v roce 1935 činila výměra velkostatku 1 102 ha (se 4 dvory). V roce 1926 cukrovar zaměstnával 9 úředníků a 63 stálých pracovníků. Ve městě se dále nacházely 2 parní mlékárny (které vyráběly i čokoládu), 2 mlýny, 2 lihovary, sodovkárna, 2 cihelny a 2 cementárny.
V červnu 1924 a v červnu 1928 město navštívil president T. G. Masaryk. Na počátku třicátých let 20. století město prosperovalo a dále rostl počet jeho obyvatel. S rozvojem automobilismu a autobusové dopravy opět Pohořelice nabyly na významu jako křižovatka cest (z Brna na Mikulov a Vídeň na jedné straně a ze Znojma na straně druhé). Ve městě bylo v té době evidováno mimo jiné 11 hostinců a kaváren, 10 krejčích a švadlen, 8 obchodníků s oděvy a textilem, 5 řezníků, 4 pekaři, kloboučník, 3 cihelny, 4 cukráři, 2 papírnictví, 2 drogerie, 14 obchodů se smíšeným zbožím a železem, 1 kadeřnictví, 7 holičů, 2 prodejny elektrozboží a fotoateliér. V roce 1930 bylo v rámci 4 290 obyvatel 65 % české národnosti.

### Období 2. světové války
Rok 1938 probíhal, v očekávání válečného konfliktu, ve znamení plánování a rychlého dokončování staveb betonových bunkrů jižně a jihozápadně od města. Na významu však toto opevnění ztratilo kvůli Mnichovské dohodě. Z velké části přes Pohořelice pak probíhal přesun československých branných sil do vnitrozemí. Říšskoněmecké jednotky obsadily Pohořelice 9. října 1938 třetím oddílem dělostřeleckého pluku č. 29 z Kasselu. Tři dny nato přijela motorizovaná pěchota 19. armádního sboru ze Salcburku. Pohořelice se staly součástí německé tzv. Třetí říše (landrát Mikulov, župa Dolnodunajská). Část obyvatel z města utekla, část byla vyhnána. V květnu roku 1939 bylo ze 3 285 obyvatel města 1 410 osob české národnosti (tedy 43 %).
V závěru druhé světové války byl první větší letecký útok proveden na Pohořelice večer 4. dubna 1945. Bomby zničily 7 domů a zabily 3 osoby. V následujícím období byly hlášeny letecké poplachy téměř každý den. Většinou však letecké roje pouze nad Pohořelicemi přelétávaly a směřovaly k Brnu. V neděli 15. dubna byly na Pohořelice provedeny tři nálety.
Ve dnech 18. dubna až 7. května 1945 byla severovýchodní část Pohořelic obsazena vojáky Rudé armády, jihozápadní část byla stále okupována nacistickými vojsky. Z hospodářských dvorů a cukrovaru byly odváženy zásoby a materiál do Rakouska. Ve věži kostela byla umístěna nacistická pozorovatelna. Po celou dobu probíhaly přestřelky a přesuny zbraní na obou stranách. V neděli 6. května nastaly útoky dělostřelectva Rudé armády, 7. května se přidalo letectvo, které shazovalo bomby na nacistické pozice. Řeku Jihlavu překročily další pluky Rudé armády. Konec okupace nastal proniknutím vojsk Rudé armády do oblasti Velkého Dvora a rychlým ústupem nacistického vojska. Pohořelice byly osvobozeny odpoledne 7. května 1945. V období od poloviny dubna do konce války zemřelo v Pohořelicích 7 civilních osob. V blízkosti Pohořelic byl v období 1. 6. až 7. 7. 1945 zřízen nouzový ubytovací tábor pro Němce odsunuté na konci května z Brna směřující do Rakouska. Ubytováno zde bylo přibližně 6 000 osob.

### Poválečné období
Vedle lidských ztrát utrpěly Pohořelice i velké materiální škody. Muselo být asanováno 40 domů. Urgentně byly opraveny zničené mosty, které vyhodilo do povětří ustupující německé vojsko. K 17. květnu 1945 bylo ve městě evidováno 2 735 obyvatel, z toho 1 731 uvedlo českou národnost (63 %). Němci v Pohořelicích v následujících měsících setrvávali obvykle jen kvůli svým smíšeným manželským svazkům. Mnohé polnosti zůstaly ležet ladem, protože se o ně již nestarali bývalí němečtí hospodáři. Ve velkostatcích chyběli zaměstnanci.
Do roku 1950 se do Pohořelic přistěhovalo 976 nových obyvatel, povětšinou z okresů Moravy. Poválečné Pohořelice měly nově převážně zemědělský ráz, na rozdíl od předválečného řemeslnicko-průmyslového charakteru.

### Druhá polovina 20. století a počátek 21. století
Na konci 40. let a na počátku let 50. byly opět na Pohořelicku obnovovány rybníky. Cílem bylo ovlivnění suchého klimatu jižní Moravy (zvýšením hladiny spodní vody a vzdušné vlhkosti). V roce 1958 bylo v rámci akce „Z“ zahájena výstavba kina. V roce 1961 bylo slavnostně otevřeno promítáním filmu „Smyk“. 21. 8. 1968 projelo Pohořelicemi směrem na Znojmo přibližně 600 tanků Sovětského svazu. Zdi ve městě byly pomalovány hesly, náměstí Sovětské armády bylo přejmenováno na náměstí Svobody. V roce 1971 město navštívil prezident Ludvík Svoboda. 26. 11. byla obec Smolín sloučena s Pohořelicemi. V roce 1974 byla dokončena stavba zdravotního střediska. 1. 8. 1976 byly k městu přičleněny obce Cvrčovice a Nová Ves. 24. 11. 1989 se konalo v Pohořelicích veřejné shromáždění za účasti studentů z lékařské fakulty z Brna. Požadavky studentů byly projednány a podpořeny. 27. 11. 1989 proběhla manifestační generální stávka. V roce 1990 se Cvrčovice opět osamostatnily.
Od roku 2003 jsou Pohořelice obcí s rozšířenou působností, jejich správní obvod čítá celkem 13 obcí. Do konce roku 2006 se nacházely v okresu Břeclav, od té doby náleží do okresu Brno-venkov.

## Přírodní podmínky

### Podnebí
Pohořelice se nacházejí ve velmi teplém a suchém regionu České republiky. Průměrný roční úhrn srážek je zde nižší než 500 mm/m3 Průměrná denní teplotní maxima se pohybují od 3 °C v lednu k 26 °C v červenci a srpnu. Teplotní minima pak v lednu dosahují k -2 °C a v červenci a v srpnu k 14 °C. V období listopad-duben bývá v Pohořelicích velmi větrno, vítr dosahuje průměrné rychlosti až 34 km/h. Často se zde také vyskytují mlhy. Ve městě se nachází srážkoměrná stanice ČHMÚ Brno (ulice Brněnská 350).

### Geomorfologie
Z hlediska geomorfologie se Pohořelice nacházejí v Dyjsko-svrateckém úvalu. Jedná se o oblast, která je na severu ohraničena brněnskou městskou čtvrtí Obřany a na jihu hranicemi s Rakouskem. Pohořelice se zde nacházejí v podcelku nazvaném Dyjsko-svratecká niva, což je protáhlé a úzké území lemující toky všech hlavních řek v úvalu (Svratka, Jihlava, Svitava a Dyje).
Pohořelice leží ve zcela rovinatém, otevřeném terénu o průměrné nadmořské výšce 181 m n. m. Z vyšších celků se na severu nachází Drahanská vrchovina, na východě Ždánický les a na jihovýchodě Pavlovské vrchy (hovorově „Pálava“). Nejvyšším bodem nacházejícím se přímo v Dyjsko-svrateckém úvalu je vrch Výhon (355 m n. m.) v Židlochovicích.

### Geologický charakter
Pohořelice leží, v rámci geologické stavby, v tzv. karpatské předhlubni, což je brázda mezi Českým masivem na západě a pohořími Západních Karpat na východě. Je vyplněna usazeninami mladotřetihorního moře, které se zde naposledy rozkládalo před 15 miliony lety. V roce 1985 provedl národní podnik Moravské naftové doly Hodonín v oblasti Pohořelic dva hluboké vrty (1 000 m a 1 425 m), díky kterým bylo možné zjistit, jaké horniny se nacházejí v hloubce pod městem. V období po ústupu mladotřetihorního moře se Pohořelicko stalo souší a proto se zde z pozdějších dob nachází pouze kontinentální usazeniny (říční štěrky, písky, hlíny a větrem nafoukané spraše a naváté písky). Říční štěrkopísky východně od Pohořelic dosahují vertikální mocnosti 5 až 20 m. Mají velký ekonomický význam, neboť písek a štěrk jsou žádaným stavebním materiálem. Obsahují také vysoký obsah živců, které jsou využívány při výrobě keramiky a skla. V Dyjsko-svrateckém úvalu se tak nachází řada velkých pískoven. Velké plochy v katastru Pohořelic jsou dále pokryty nejúrodnější půdou, černozemí.

### Zemědělství
Rovinatý kraj, úrodné černozemě, nížinná poloha a mírné podnebí poskytovaly v Pohořelicích a v jejich okolí vždy velice výhodné podmínky pro osídlení a zemědělství. Krajina Pohořelicka je tak od středověku kontinuálně odlesněná se zbytky lesů pouze v těsné blízkosti rybníků a náhonů a s pozůstatky lužních lesů podél řeky Jihlavy.
Na polích v okolí Pohořelic se pěstovaly všechny druhy obilí, v 18. století přibyly brambory, na konci 18. století pak kukuřice a jetel. Dále se sázel tuřín, luštěniny, len, konopí, proso a pícniny. V 19. století se ve velkém začala pěstovat cukrová řepa, na což navázala výstavba cukrovarů a nový ekonomický rozvoj oblasti. Kdysi pro Pohořelicko bylo tradiční i vinařství. První zmínky o něm pochází z roku 1590. Na počátku 17. století se jednalo o téměř 100 ha vinic. Po třicetileté válce se však vinařství na Pohořelicku již nevzpamatovalo, výměra vinic klesala a ve 40. letech 19. století již nejsou o vinicích v této oblasti žádné zmínky. Pohořelice jsou vinařskou obcí v Mikulovské vinařské podoblasti (viniční tratě Karlovy kopce, Staré vinohrady, Vlasaticko, Drnholecko, Vinohrádky, Kamínka).
Kromě tradičních hospodářských zvířat pro domácí využití (drůbež, krávy, tažní volové) byli chováni i koně, především jako doklad socioekonomického statusu jejich majitelů. Nejpočetnějšími hospodářskými zvířaty však byly ovce. Rozmach jejich chovu nastal v 16. století (ovce dvojstřižné, hrubovlnné poskytující vlnu a mléko), od 18. století se začal jejich chov zušlechťovat merinovými ovcemi ze Španělska a Itálie. Velký ekonomický užitek poskytovaly díky prodeji ryb také zdejší rybníky (zakládány v 16. století, rušeny ve století 19.).
V současnosti jsou místní pole nejčastěji oseta kukuřicí, řepkou, slunečnicí, pšenicí a ječmenem. V menším rozsahu se zde sází také cukrová řepa, okurky, rajčata, papriky a chmel. Pěstuje se rovněž ovoce (zejména meruňky a broskve). V polovině 20. století opět obnovené rybníky znovu přinášejí ekonomický užitek prodejem ryb, které jsou z velké části dodávány do zahraničí.
Stejně jako v jiných oblastech České republiky má i na krajinu Pohořelicka negativní vliv intenzivní zemědělství. V okolí města se prakticky nevyskytují louky. Nucená zemědělská kolektivizace, která započala po roce 1948, vedla k vytváření rozsáhlých monokultur, rozorávání mezí, likvidaci remízků a tedy i k ničení přirozených biotopů a koridorů zvěře a rostlin. Tyto změny způsobují, kromě snížené biodiverzity, také výrazné ohrožení půd Pohořelicka suchem a vodní a větrnou erozí. Spolu s malou různorodostí pěstovaných plodin, nízkým využitím hnojení organickou hmotou (mrva a hnůj) a zabíráním orné půdy občanskou a průmyslovou výstavbou, snižují tyto jevy na Pohořelicku původně vysokou úrodnost půd. V rámci nové výstavby, úprav stávajících ploch uvnitř obvodu města a podél cest je však ze strany městského úřadu patrná snaha opět zvýšit, alespoň lokálně, zdejší biodiverzitu (intenzivní výsadba stromů, vytváření lučních porostů, instalace ptačích budek, budování broukovišť a stavba zimovišť pro drobné živočichy). 

### Flora Pohořelic
Z hlediska porostu je na Pohořelicku nízký výskyt lesů. Podél řeky Jihlavy se vyskytují stromy tzv. tvrdého luhu. Tvoří jej dub letní, jasan ztepilý, jasan úzkolistý, jilm habrolistý, jilm vaz, jilm babyka a topol bílý. Druhově bohaté porosty tvrdého luhu byly ovšem na mnoha plochách přeměněny na plantáže rychle rostoucích hybridních topolů, které mají ochuzený bylinný podrost. V okolí Pohořelic je možné najít také fragmenty teplomilných doubrav a dubohabřin (dub šípák, dub zimní, lípa srdčitá, habr). V místních větrolamech je zde dále obvykle využíván topol černý. Kolem náhonů se pak často objevuje olše lepkavá, vrba bílá a vrba křehká.
Zásadní změny v rámci druhové skladby stromů se na Pohořelicku udály na počátku 19. století. V té době se na jižní Moravě začal šířit severoamerický akát (Robinia pseudacacia). Vysazoval se zprvu jako medonosná rostlina a jeho pevné dřevo našlo uplatnění i při výrobě topor a kolíků do vinohradů. Akát se však vymkl kontrole a na mnoha místech začal vytlačovat původní dřeviny. Akátiny jsou dnes na Pohořelicku plošně nejrozsáhlejším typem lesní vegetace na sušších stanovištích.
Co se týče keřů, typickými zástupci jsou v Pohořelicích a jejich okolí hloh obecný, svída krvavá, kalina obecná, brslen evropský a ptačí zob obecný. Bohatou skladbu bylin nalezneme ve zbytcích lužních lesů. Vyskytuje se tu kupříkladu křivatec žlutý, křivatec nejmenší, dymnivka dutá, dymnivka prostřední a sasanka pryskyřníkovitá. Břehy rybníků pak bujně porůstá rákos obecný, orobinec širolistý, orobinec úzkolistý a zblochan vodní. Hladinu pokrývá okřehek menší, ve vodě jsou ponořeny kupříkladu stolístek klasnatý a rdest kadeřavý.

### Fauna Pohořelic
Malé plochy luk a lesů a rozsáhlé výměry ornic, navíc v posledních letech s jinou převažující skladbou plodin (dříve obiloviny a víceleté pícniny, nyní řepka, kukuřice a slunečnice) nepřejí velké druhové rozmanitosti a vysokému počtu zvěře na Pohořelicku. V oblasti rychlým tempem klesají počty zajíců. Králík divoký, koroptev a křepelka již téměř vymizeli. Sysel se zde od 50. let nevyskytuje vůbec.
V blízkosti lidských obydlí však nalezneme rejska obecného, bělozubku šedou, krtka, ježka západního a východního, myš domácí. Potkat můžeme kunu skalní, tchoře tmavého a lasici kolčavu. Běžně se v Pohořelicích vyskytuje liška obecná, srnec obecný a různé druhy netopýrů (velký, večerní, hvízdavý, rezavý, vodní). V lesích lze narazit na norníka rudého, veverku obecnou a prase divoké. Kolem vody pak žije rejsek černý a rejsec vodní, myška drobná, hryzec vodní, ondatra pyžmová, bobr evropský a vydra říční. Mezi nežádoucí invazivní druhy pak na Pohořelicku patří nutrie říční, norek americký a psík mývalovitý.
Na rybnících u Pohořelic a na blízkých Novomlýnských nádržích pravidelně zimuje velké množství severských hus (v počtu až několika desítek tisíců kusů). Nejčastěji se jedná o husy polní a běločelé, méně často také o bernešky. Husy často nad Pohořelicemi v početných houfech s hlasitým kejháním přelétávají, když se přesouvají během dne na pastvu na ozimech. V rákosinách hnízdí lyska černá, slípka zelenonohá, chřástal vodní, rákosník obecný a velký, sýkořice vousatá a cvrčilka slavíková. Přestože je v oblasti poměrně hodně vodních ploch, velká část z nich neposkytuje vodním ptákům dostatek potravy kvůli intenzivnímu rybníkářskému obhospodařování. Kapr, nejčastěji chovaná ryba, je totiž všežravec, který dokáže zlikvidovat téměř všechnu využitelnou potravu v rybníku. Více obživy mohou ptáci nalézt v blízkosti lidských obydlí. Daří se zde vlaštovkám a jiřičkám. Potkáme zde také rorýse, rehky domácí, dále poštolku obecnou, konipase bílého, lejska šedého a kosa černého. Pošty kusů výrazně ubývají v případě polních ptáků. Poměrně běžný je ještě špaček obecný a skřivan polní, u ostatních druhů (např. již výše zmíněná koroptev a křepelka) počty klesají.
Poměrně velkou druhovou skladbu nabízí v případě ryb řeka Jihlava protékající východní částí města. Nalezneme zde kupříkladu parmu obecnou, ostoretku stěhovavou, jelce tlouště, cejna velkého, okouna říčního, štiku obecnou, sumce velkého a candáta obecného.
Z chráněných oblastí se severně od města nachází přírodní park Niva Jihlavy, na západě přírodní rezervace Šumický rybník, jižně a jihovýchodně pak soustava rybníků a přírodní rezervace Plačkův les a říčka Šatava.

## Části města
Pohořelice se dělí na tři katastrální území, tři části a čtyři základní sídelní jednotky:
- Pohořelice (k. ú. Pohořelice nad Jihlavou), ZSJ Pohořelice a Velký Dvůr
- Nová Ves (k. ú. Nová Ves u Pohořelic)
- Smolín (k. ú. Smolín)

## Obyvatelstvo
| Rok            | 1869  | 1880  | 1890  | 1900  | 1910  | 1921  | 1930  | 1950  | 1961  | 1970  | 1980  | 1991  | 2001  | 2011  | 2021  |
| -------------- | ----- | ----- | ----- | ----- | ----- | ----- | ----- | ----- | ----- | ----- | ----- | ----- | ----- | ----- | ----- |
| Počet obyvatel | 3 553 | 4 170 | 4 372 | 4 434 | 4 444 | 4 658 | 5 225 | 3 534 | 3 836 | 4 085 | 4 554 | 4 378 | 4 362 | 4 667 | 5 261 |
| Počet domů     | 452   | 509   | 539   | 582   | 631   | 702   | 811   | 810   | 760   | 781   | 879   | 1 012 | 1 044 | 1 189 | 1 379 |

Vývoj počtu obyvatel města Pohořelice
| Rok            | 1869  | 1880  | 1890  | 1900  | 1910  | 1921  | 1930  | 1950  | 1961  | 1970  | 1980  | 1991  | 2001  | 2011  | 2021  |
| -------------- | ----- | ----- | ----- | ----- | ----- | ----- | ----- | ----- | ----- | ----- | ----- | ----- | ----- | ----- | ----- |
| Počet obyvatel | 2 771 | 3 270 | 3 412 | 3 473 | 3 518 | 3 772 | 4 290 | 2 961 | 3 198 | 3 458 | 3 977 | 3 801 | 3 815 | 4 085 | 4 628 |
| Počet domů     | 341   | 371   | 390   | 421   | 458   | 519   | 610   | 641   | 606   | 625   | 729   | 835   | 852   | 982   | 1 157 |

Vývoj počtu obyvatel části obce Pohořelice

## Školství a vzdělávání
Mateřská škola
- dva areály ve městě: ulice Hybešova (7 tříd, jídelna) a ulice Šumická (3 třídy včetně jedné logopedické třídy, výdejna jídel)
- 234 dětí zapsáno ve školním roce 2020/2021, 33 stálých zaměstnanců[38]
- plánována dále mateřská škola na ulici Znojemská[39]

Základní škola
- dva areály ve městě: ulice Lidická (I. stupeň, dílna, cvičná kuchyně, družina, v areálu i Paarův zámeček) a ulice Dlouhá (II. stupeň, jídelna, sportoviště, dopravní hřiště)
- celkem 36 tříd včetně dvou nultých, průměrný počet dětí ve třídě: 20, maximální kapacita ZŠ 950 žáků[40]

Základní umělecká škola
- příspěvková organizace
- výuka v hudebním, výtvarném, tanečním a literárně-dramatickém oboru
- výuka žáků od 5 do 18 let[41]

Středisko volného času
- příspěvková organizace
- vzdělávací kurzy (taneční, výtvarné, sportovní, outdoorové, doučování žáků ZŠ apod.), klub mládeže Oáza, mateřské centrum Motýlci, organizace pobytových akcí a táborů
- pro děti a dospělé[42]

Hudební ateliér Mgr. Pavla Kratochvíla
- soukromá hudební škola
- výuka zpěvu a hry na klavír, klarinet, saxofon, zobcovou flétnu a klasickou kytaru
- výuka od 4 let, i pro dospělé
- dětský pěvecký sbor RADOST[43]

Jazyková škola Orange Academy
- soukromá jazyková škola
- v budově Staré radnice
- vyučované jazyky: angličtina a němčina[44]

V letech 1994 až 2007 byla v Pohořelicích (na adrese Znojemská 1115) zřízena také soukromá střední škola (nejdříve víceleté gymnázium a obchodní akademie, od roku 1996 jako obchodní akademie). Za dobu existence SŠ bylo ke studiu na ní přijato přibližně 300 studentů. Později byla budova školy přeměněna na bytový dům. Jako pozůstatek této školy nese zastávka autobusu č. 108 název „Obchodní akademie“.

## Zdravotnictví
Před druhou světovou válkou fungovala v Pohořelicích (Brněnská 171) provizorní nemocnice. V roce 1949 bylo ve městě zřízeno obvodní zdravotnické středisko. V 70. letech pak byla postavena nová budova zdravotního střediska na okraji městského parku (jeho slavnostní otevření proběhlo 1. února 1974), které sdružovalo lékaře na jednom místě. Tato stavba prošla v letech 2017 až 2018 generální opravou, která zahrnovala rozvody, interiéry i vybavení pro lékaře a návštěvníky. Rekonstrukce byla provedena tak, aby byla v budoucnu možná i nadstavba.
V současnosti (k 12. 2. 2021) ve městě na adresách Brněnská 1 (zdravotní středisko) a Brněnská 120 (budova v centru města) ordinují: tři praktičtí lékaři, dva dětští lékaři, dva zubaři, dva gynekologové, ortoped, lékař oboru interny, ortopedie, neurologie, psychiatr a plicní a oční lékař.
Dále se ve městě nachází prodejny optiky a dvě lékárny.

## Doprava
Pohořelice jsou (již po mnohá staletí) významnou silniční křižovatkou, rozděluje se zde stará silnice z Brna ve směry na Mikulov/Vídeň a na Znojmo. Dnes vede kolem města obchvat dálnice D52, ze které se odpojuje silnice I/53 vedoucí jižně pod Pohořelicemi směrem do Znojma.
Pohořelice jsou součástí systému IDS JMK. Své zastávky zde mají autobusy č. 104 (Brno – Laa an der Thaya), 105 (Brno – Mikulov), 108 (Brno – Znojmo), 164 (Pohořelice – Moravský Krumlov), 165 (Pohořelice – Hustopeče) a 504 (Brno – Pohořelice). Autobusy všech linek zastavují v centru města a dále na jeho okrajích.
Východní částí města dále prochází ve směru sever-jih cyklostezka „Brněnská“ spojující Brno a Vídeň. V centru města také končí/začíná cyklostezka č. 5171 vedoucí ze severu, která spojuje město s Veverskou Bítýškou.
Do Pohořelic vedla lokální železniční trať z Vranovic, na níž byl v prosinci 2008 zastaven provoz a později byla změněna na vlečku.

## Spolky a sdružení ve městě
Moravský rybářský svaz Pohořelice – 1515 členů, přijímá členy od 8 let, založen v roce 1948
Tělovýchovná jednota Sokol – 409 členů, založena v roce 1920, zahrnuje oddíly: kopaná (145 členů), tenis (40 členů), volejbal (13 členů), billiard (20 členů), silový trojboj (12 členů), basketbal (11 členů) a Odbor Sport pro všechny (70 členů)
Český svaz zahrádkářů – 167 členů
Klub seniorů Pohořelice – 160 členů, zahrnuje skupiny: Dámský klub, Klub paličkování, Klub důchodců, Univerzita 3. věku, senioři se věnují mimo jiné hře pétanque na hřiště na ulici Šumická u MŠ
Skauti 6. Oddíl Ignis Pohořelice – 90 členů, založeno v roce 2009, zahrnuje 6 družin pro děti ve věku 4 až 15 let
3D Lukostřelnice pod Pálavou – areál a cvičiště se nachází na západní straně Pohořelického rybníka
Český myslivecký svaz – 25 členů
Kynologický klub – 20 členů, zahrnuje sportovní výcvik psů všech plemen
Muzejní spolek – založen v roce 2001
Český svaz včelařů, základní organizace Pohořelice – založen v roce 2014
Mužáci – mužský pěvecký sbor, založen v roce 2003
MášČasBand – hudební skupina, založena v roce 2007
RED SOCKS ORCHESTRA – hudební skupina, založena v roce 2014
FbC Panthers Pohořelice – florbalový klub, v současné podobě založen v roce 2019, 80 členů

## Kulturní dění ve městě
Pravidelné akce:
Leden
- Novoroční koncert v kostele sv. Jakuba Staršího
- Reprezentační ples města Pohořelice – od roku 2007, sál Staré radnice
- ZeloFest – od roku 2002, soutěžní košt kysaného zelí, 130 až 170 vzorků z celé ČR, sál Staré radnice

Únor
- Setkání harmonikářů – každoročně od roku 2009, sál Staré radnice, účast akordeonistů, 20-30 hráčů

Duben
- Noc s Andersenem v knihovně – na podporu dětského čtenářství
- Stavění máje a pálení čarodějnic – hřiště u cihelny

Květen
- Den matek
- Rybářské závody – u rybníka Kolo v městském parku

Červen
- Den dětí
- Slavnosti města Pohořelice – od roku 2005, několikadenní kulturní program s občerstvením
- Absolventský koncert žáků ZUŠ
- Rockfest Pohořelice
- Slavnosti jídla a vína Pohořelice
- Noc kostelů

Červenec
- Úklid města
- Jakubské hody

Srpen
- Hudební festival LAS VELKAS – ve Velkém Dvoře

Září
- V Poho Food Fest
- Den seniorů

Říjen
- Babské hody – od roku 2011
- Pohořelické Folkobraní – od roku 2011

Listopad
- Slavnostní otevírání Svatomartinského vína
- Rozsvěcování vánočního stromu

Prosinec
- Zahájení adventu, mikulášská besídka
- Rockfest Winter Pohořelice
- Česko zpívá koledy
- Oslava Silvestra – sál Staré radnice, raut, živá hudba

Dále jsou v průběhu celého roku organizovány nepravidelné akce (besedy, divadelní představení, přednášky) lektorů a hostujících divadelních a hudebních souborů v sálech ve městě (Stará radnice, knihovna, Sokolovna, kinosál, amfiteátr Paarova zámečku, kongresový sál MÚ) a promítání v sezoně v letním kině na ulici Vídeňská.

## Ocenění pro město Pohořelice
Kultura
Městská knihovna Pohořelice
- Soutěž Nejlepší městská knihovna
  - pořadatel Svaz knihovníků a informačních pracovníků
  - hlasuje odborná porota
  - kategorie Nejlepší dětské oddělení knihovny: 1. místo – 2016
  - kategorie Nejkrásnější knihovna v obci do 5 000 obyvatel: 3. místo – 2016[49]
  - zvláštní ocenění za komplexní architektonické řešení interiéru v obci do 5 000 obyvatel – 2017[50]

- Soutěž Komunitní knihovna Jihomoravského kraje
  - pořadatel Moravská zemská knihovna Brno
  - hlasuje odborná porota
  - kategorie Obec s 3 001 až 5 000 obyvateli: 1. místo – 2019[51]

Přírodní podmínky
Městský úřad Pohořelice
- Soutěž Zlatý rýč (nejvíce vysazených stromů v poměru k počtu obyvatel)
  - pořadatel Nadace Partnerství
  - hlasuje odborná porota
  - kategorie Města a obce: 1. místo – 2019[52]

Stavebnictví
Rekonstrukce Paarova zámečku
- Soutěž Stavba Jihomoravského kraje
  - pořadatel Svaz podnikatelů ve stavebnictví a Jihomoravský kraj
  - hlasuje odborná porota
  - kategorie Rekonstrukce staveb: 1. místo - 2019[53]

Stavba Haly Apex, areál SEMMELROCK
- Soutěž Stavba Jihomoravského kraje
  - pořadatel Svaz podnikatelů ve stavebnictví a Jihomoravský kraj
  - hlasuje odborná porota
  - kategorie Průmyslové stavby a technické stavby: 1. místo - 2019[54]

## Pamětihodnosti

### Paarův zámeček
Barokní stavba, která vznikla kolem roku 1693 na pokyn hraběnky Marie Paarové, z rodu Paarů, dědičky části židlochovického panství. Ve druhé polovině 19. století objekt odkoupila obec Pohořelice a od té doby slouží místním potřebám školství. Od 80. let 20. století je stavba kulturní památkou. Zámeček stojí ve dvoře ZŠ Pohořelice. Po rozsáhlé rekonstrukci v roce 2019 v budově vzniklo 5 nových školních učeben vybavených keramickou dílnou, kuchyňskou linkou, teráriem a akváriem, v přízemí je umístěna prostorná hala pro pořádání výstav a vernisáží, v zahradě byl zbudován amfiteátr.  

### Bývalý Hotel Pfann
Jeden z nejstarších dochovaných světských domů v Pohořelicích. První písemná zmínka o něm (Dvůr „U Okrouhlého kamene“) pochází z roku 1598. V roce 1682 jej nechala hraběnka Marie Anna Františka z Valdštejna barokně upravit jako své přechodné reprezentativní sídlo. Nejpozději od roku 1840 byl nájemcem tohoto tzv. vrchnostenského hostince Andreas Pfann. V roce 1847 jej odkoupil. V té době nesl hostinec název „U Orla“. Pozdějšími úpravami rodinou Pfannových (kupříkladu přístavek hygienického zařízení, dekorativní dlažby, barokní průčelí) se status stavby fakticky změnil ze zájezdního hostince na, na svou dobu moderní, hotel. V roce 1945 byl rodině Pfannových hotel zkonfiskován. Město jej dále využívalo jako byty, místo setkávání klubu důchodců a k pronájmu obchodních prostor. V roce 2020 byla dokončena generální oprava objektu a vzniklo zde zázemí pro skauty, klub důchodců, mateřské centrum a sociální poradnu.

### Stará radnice
Byla postavena v roce 1903 jako reprezentační sídlo městské spořitelny. Fasáda budovy, bohatě zdobená štukem s ornamentálními a figurálními motivy, je doplněna věží a také balkonem, ze kterého byly pronášeny projevy v dobách významných historických změn. Od počátku existence stavby byly místnosti v prvním patře pronajaty městskému úřadu. V roce 2004 se kanceláře úřadu přemístily do nového objektu na ulici Vídeňská.

### Lovecký zámeček Leopoldsruhe
Stavba byla zbudována po roce 1747 moravským architektem Františkem Antonínem Grimmem ve stylu baroka, zadavatelem byl Leopold hrabě z Ditrichštejnu. Areál zámečku leží v části Velký Dvůr města Pohořelice. Dvoupodlažní zámeček s kaplí v západním křídle, hospodářským zázemím a čestným dvorem s třemi branami je významnou architektonickou památkou. Od 60. let 20. století je stavba kulturní památkou. Nyní zámeček slouží jako tzv. dům na půli cesty.

### Bunkry lehkého pohraničního opevnění
V reakci na německý anšlus Rakouska v březnu roku 1938 se Československo rozhodlo postavit druhé obranné postavení na jižní Moravě (jako doplnění již existujícího opevnění, které se nacházelo blíže k hranicím s Rakouskem). Jeden ze stavebních úseků vedl také katastrem Pohořelic (stavební úsek 15). V létě roku 1938 začala faktická stavba opevnění. Stavební úsek 15 se podařilo jako jediný v oblasti kompletně dokončit. Sestával ze 71 objektů lehkého opevnění vzor 37 (tzv. řopíků), z toho v katastru Pohořelic jich bylo 29. Do současnosti se jich zde dochovalo 21.

### Hildegardin (Hornoleský) dvůr
Jedná se o šlechtický velkostatek sestávající z přízemních hospodářských a obytných budov. Vznikl v letech 1847-1848. Hodnotná je mimo jiné poklasicistní dispozice komplexu, kdy čtyři hlavní objekty areálu jsou uspořádány symetricky po stranách čtvercové parcely a jsou spojeny ohradní zdí, která je přerušena třemi branami. Areál je druhotně architektonicky znehodnocen pozdějšími přístavbami a je v soukromém vlastnictví. Nachází se v katastrálním území Pohořelic při cestě z Ivaně do Nové Vsi.

### Kostel svatého Jakuba Staršího
Podrobnější informace naleznete v článku Kostel svatého Jakuba Staršího (Pohořelice).
Jeden z nejstarších kostelů na jižní Moravě. Dřívější románský farní kostel, který na místě stál nejpozději v roce 1222, byl po požáru v roce 1278 nahrazen gotickou trojlodní stavbou. Kostel obklopoval hřbitov, který byl zrušen v roce 1831. V interiéru se nachází vzácné gotické fresky z roku 1324. Věž kostela, o výšce 30 m, sloužila i jako obytná strážní věž. V interiéru je dokonalá akustika.

### Římskokatolická fara
Do počátku 18. století stála římskokatolická fara v Pohořelicích v dnešní Dlouhé ulici (č. p. 71). V roce 1714 zakoupil hrabě Sinzendorf dům na hlavním náměstí a faru do nového objektu přesunul. Po požáru v roce 1754 byla postavena na stejném místě znovu nová fara za přispění knížete Ditrichštejna, jehož kamenný znak je umístěn na dvorní straně objektu. V září 1773 na faře přenocoval císař Josef II. Od září 1805 do ledna 1806 a také v roce 1809 byla fara obsazena důstojníky procházejících vojsk Napoleonských válek. Napoleon Bonaparte zde pobýval v listopadu 1805, když táhl se svou armádou ke Slavkovu. V roce 1945, během druhé světové války, utrpěla budova zásahem střepin granátu. V roce 1969 žádal místní národní výbor demolici budovy. Od zbourání však bylo upuštěno díky intervenci tehdejšího biskupa a památkářů.

### Židovský hřbitov
Nachází se v severní části města při Tyršově ulici. Pozemek pro vytvoření nového židovského hřbitova byl pravděpodobně zakoupen v roce 1722. Původní hřbitov, který byl umístěn západně od židovské čtvrti za Mlýnským náhonem jižně od Komenského ulice, patrně již z kapacitních důvodů nestačil. Do počátku 70. let 20. století se na novém hřbitově nacházela prostá průjezdná obřadní síň a k ní přilehlý byt hrobníka. Poslední pohřeb zde proběhl v roce 1938.

## Galerie

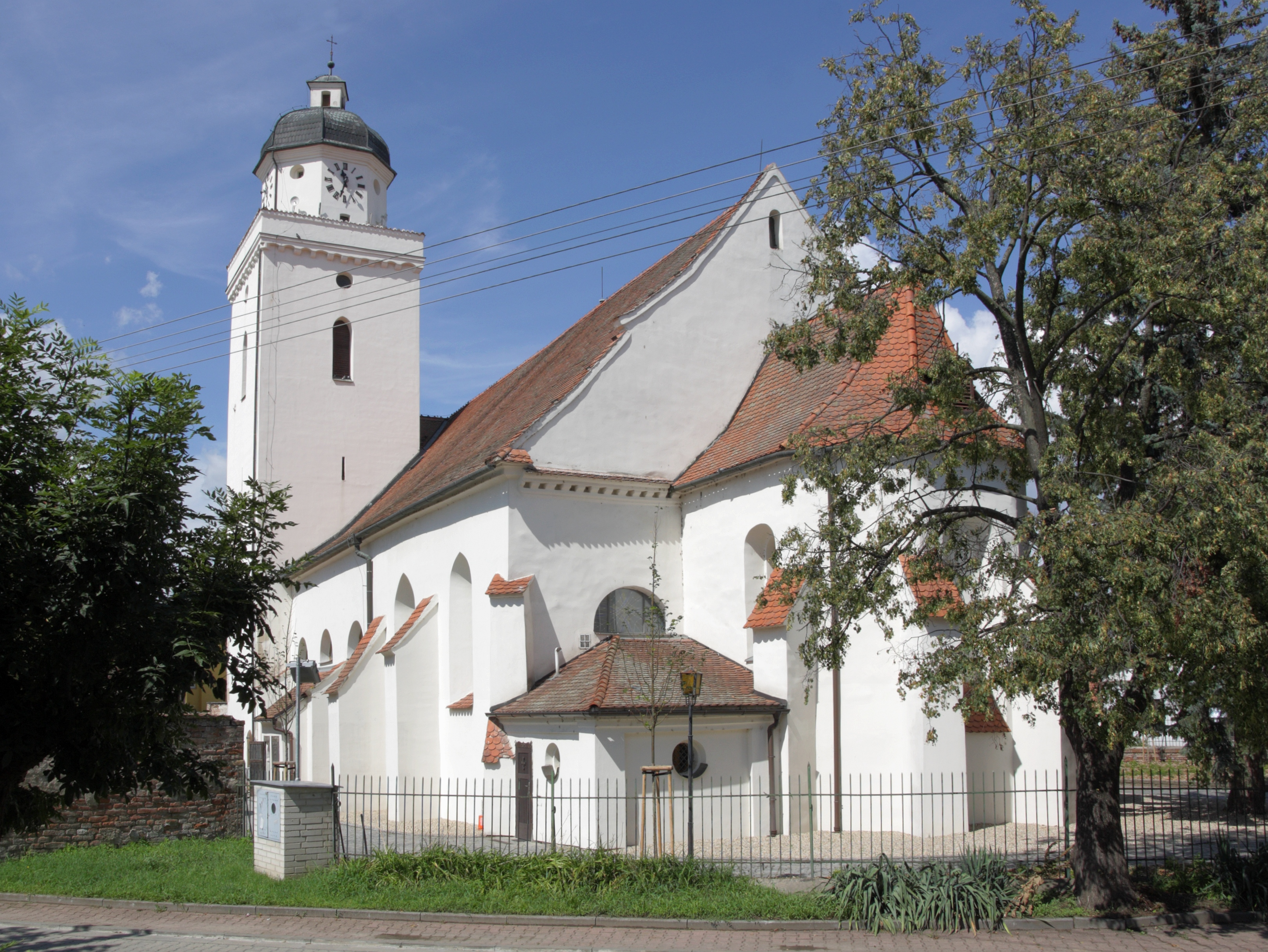
Kostel svatého Jakuba Staršího
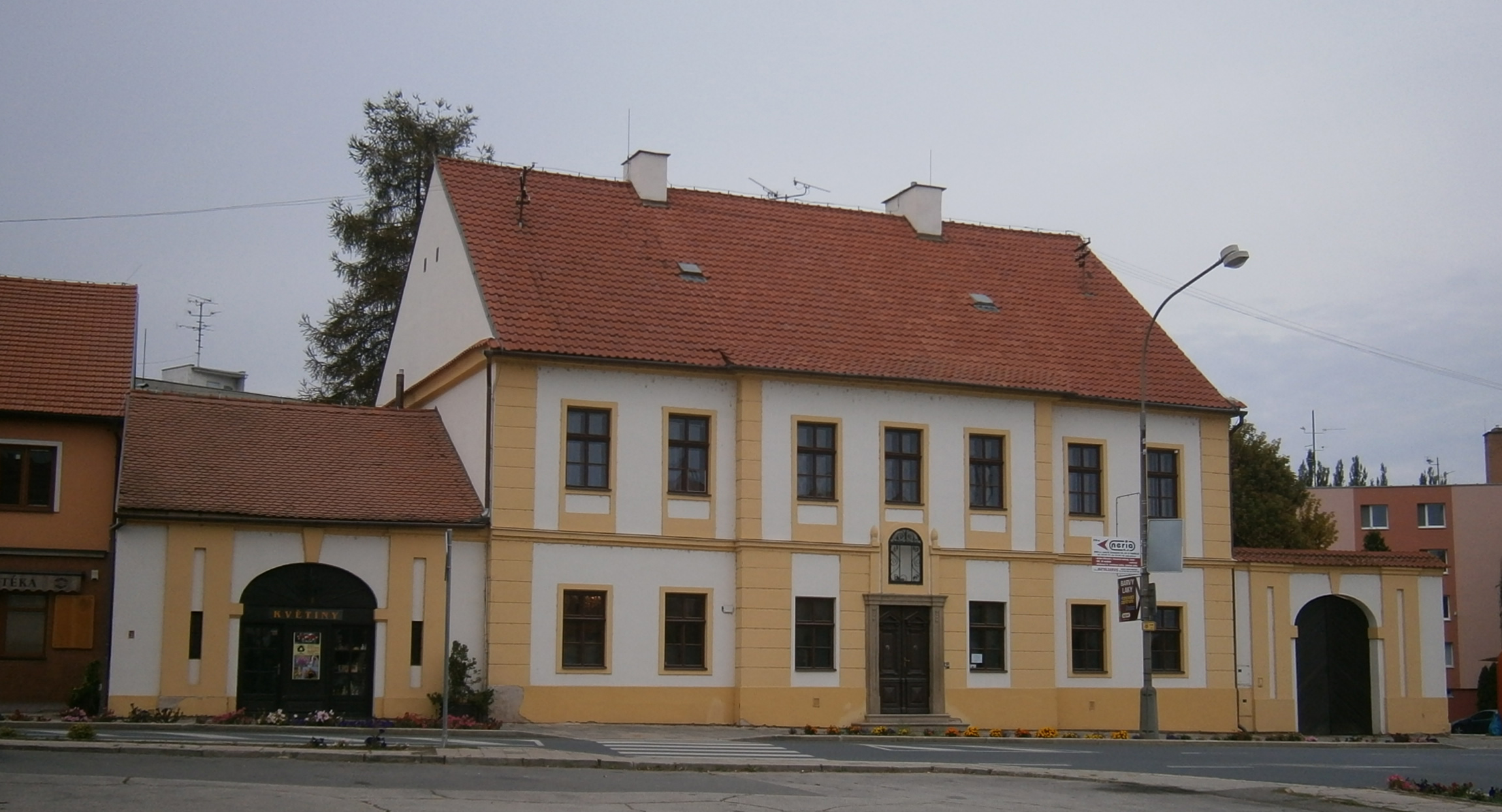
Fara, v níž krátce pobyl císař Josef II. i Napoleon Bonaparte
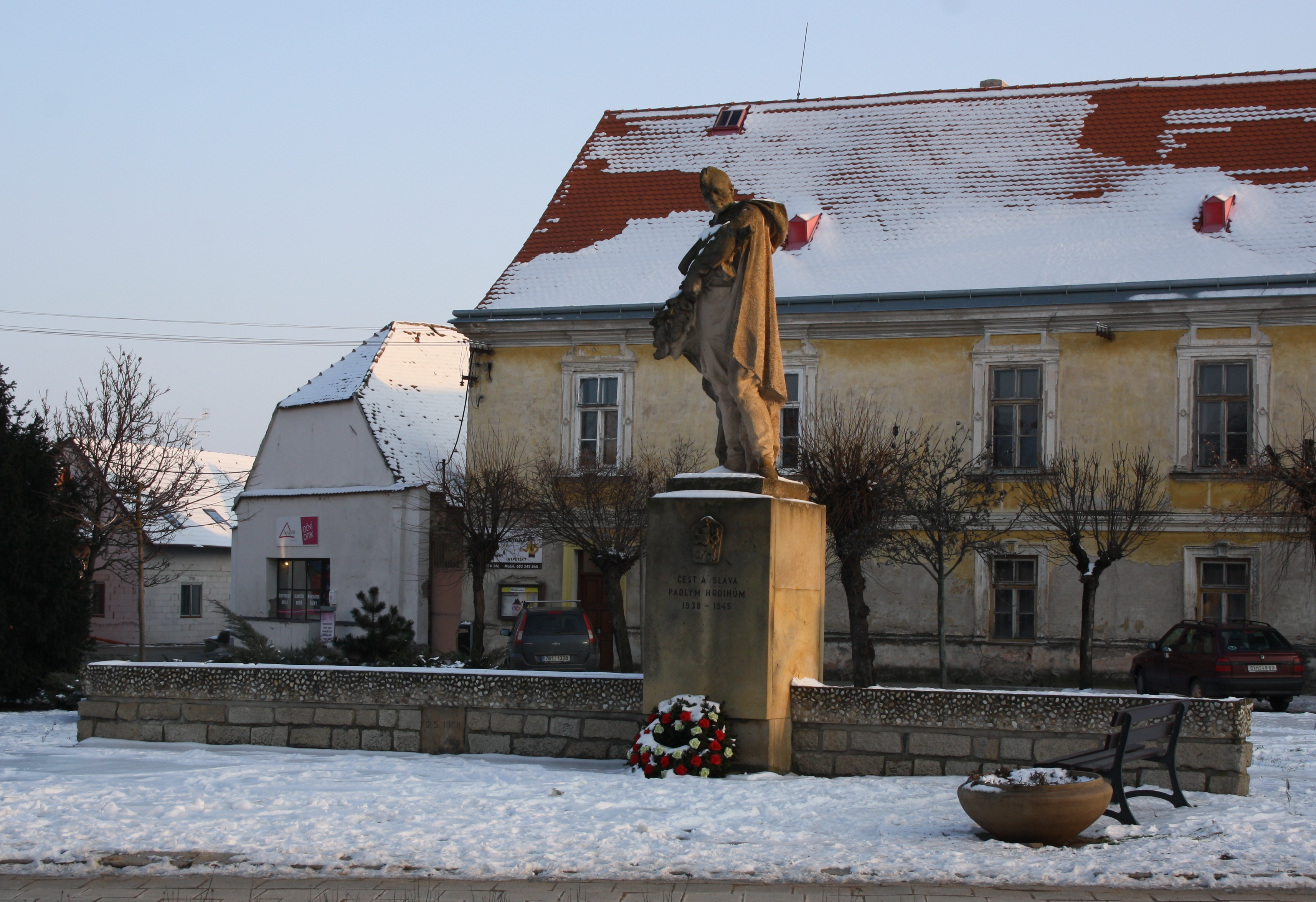
Pomník padlým ve II. světové válce
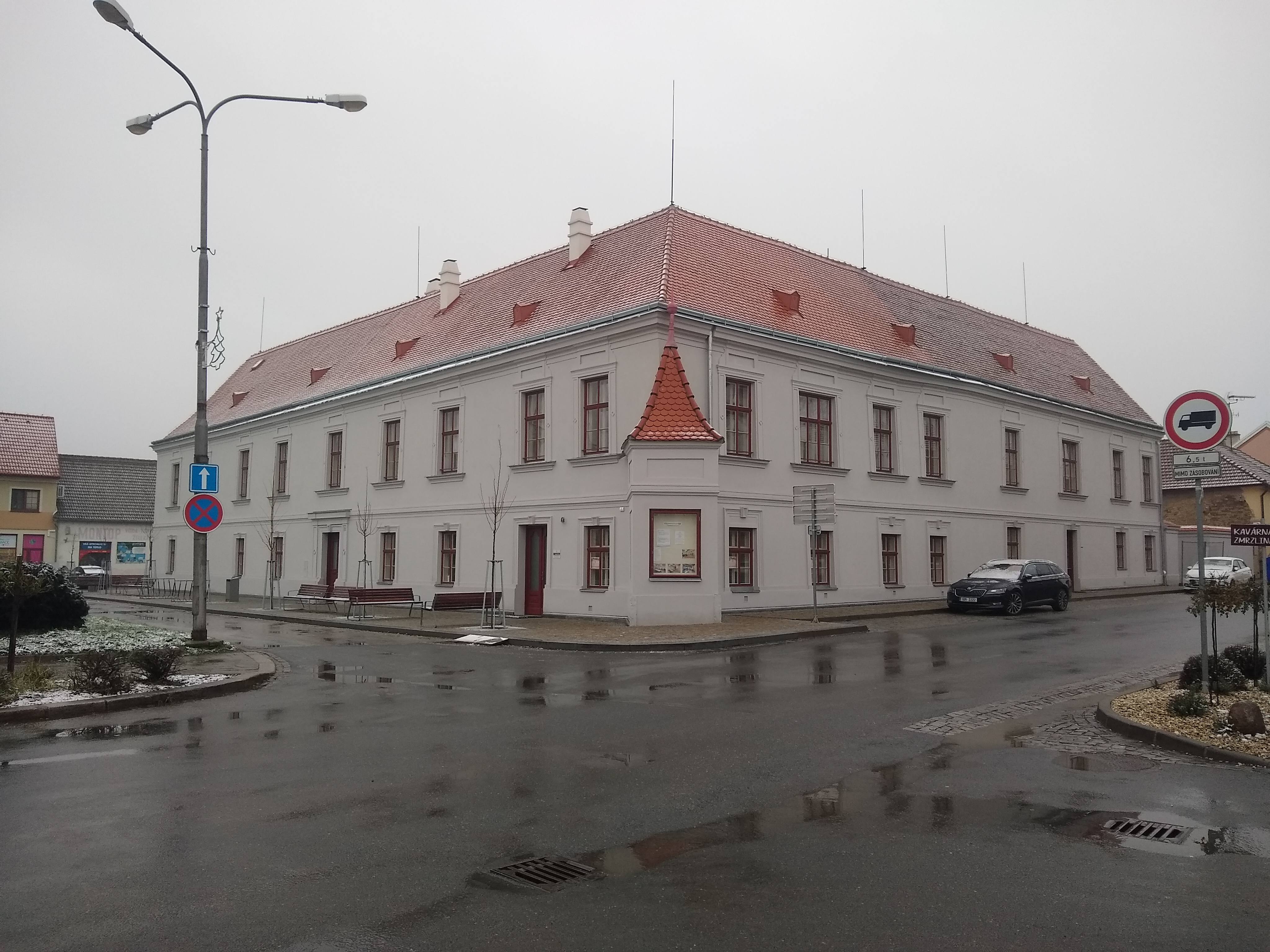
Čelní pohled na bývalý Hotel Pfann po rekonstrukci v roce 2020
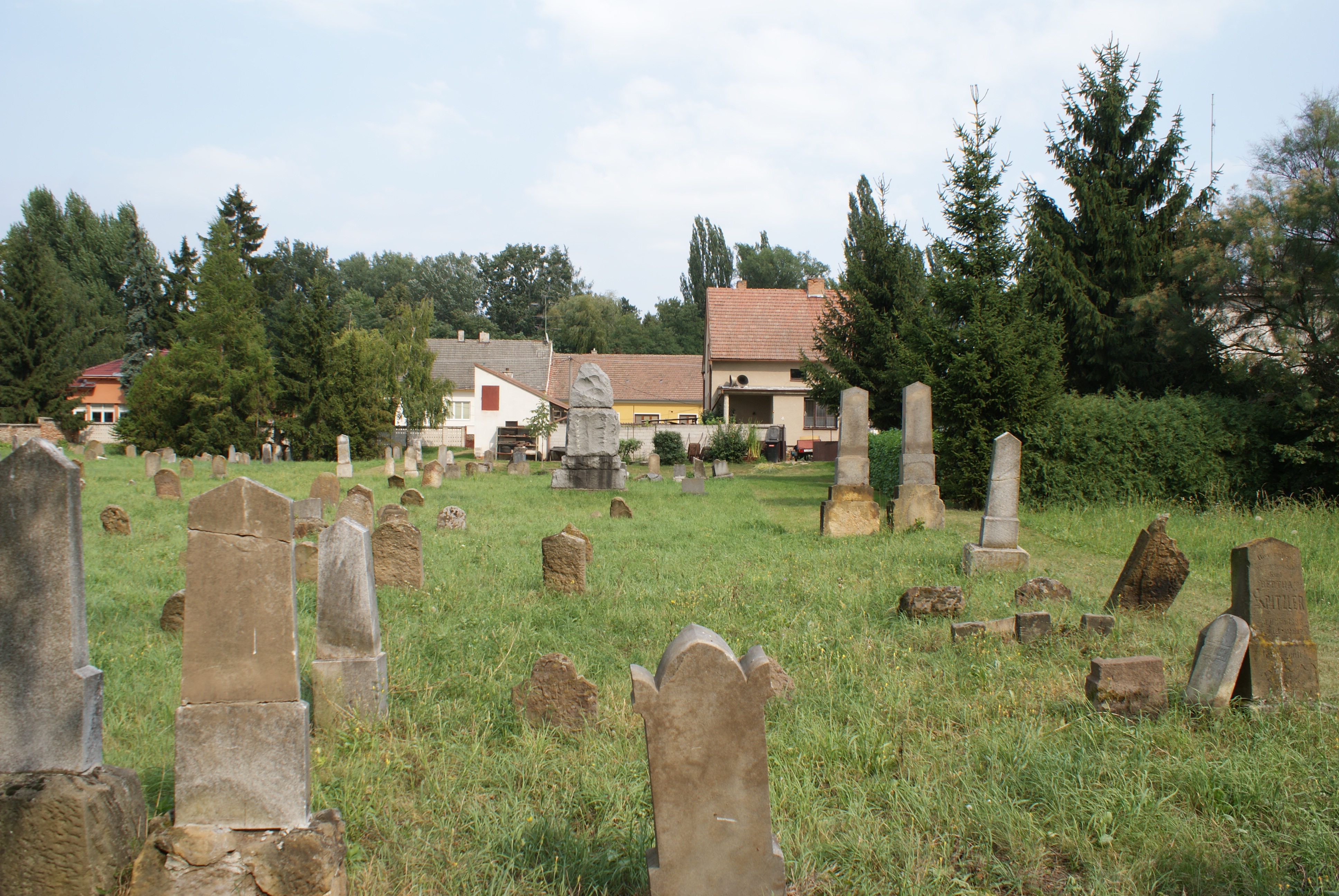
Židovský hřbitov
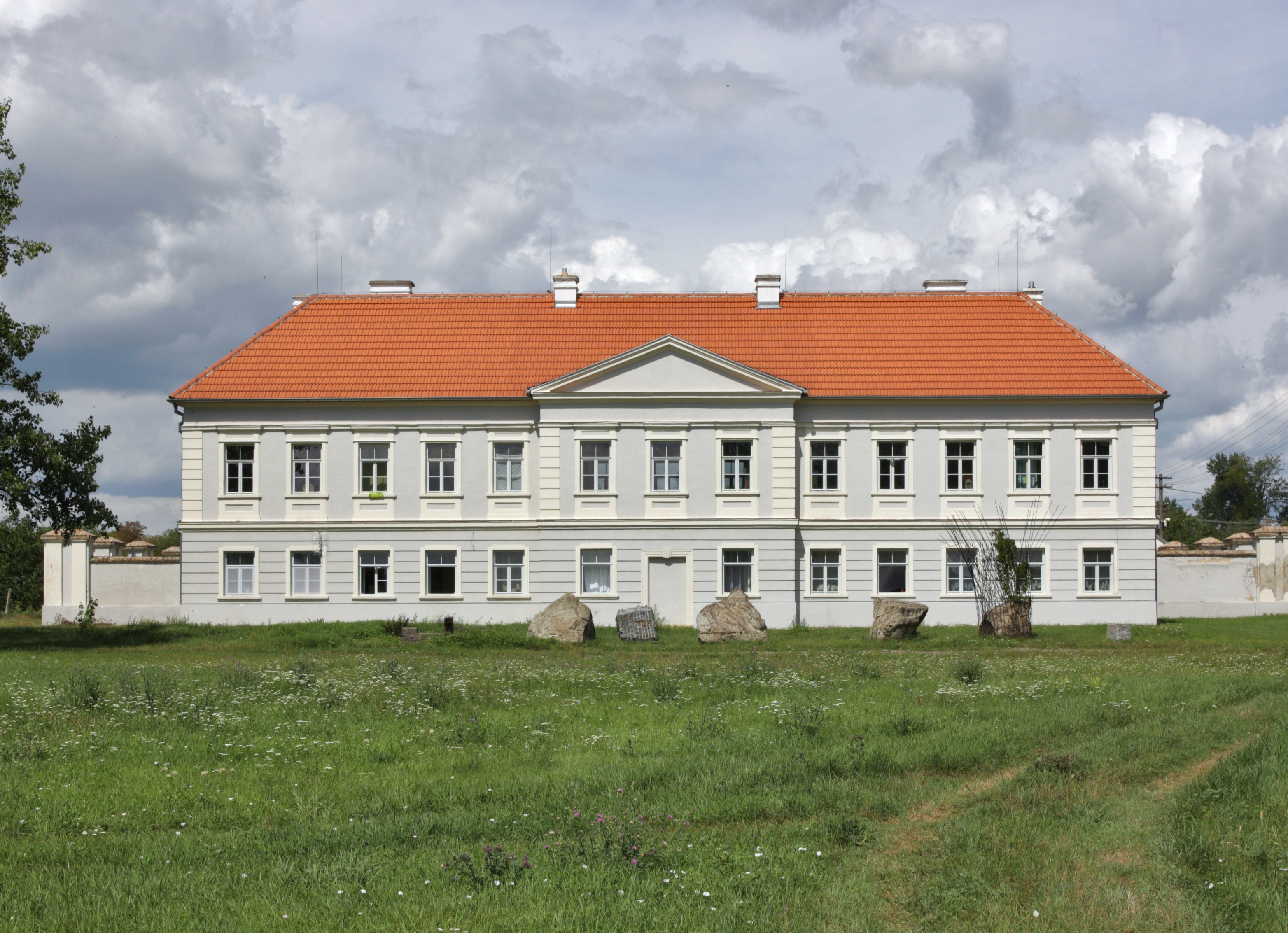
Barokní lovecký zámeček Leopoldsruhe, postavený po roce 1747, se nachází v části Velký Dvůr
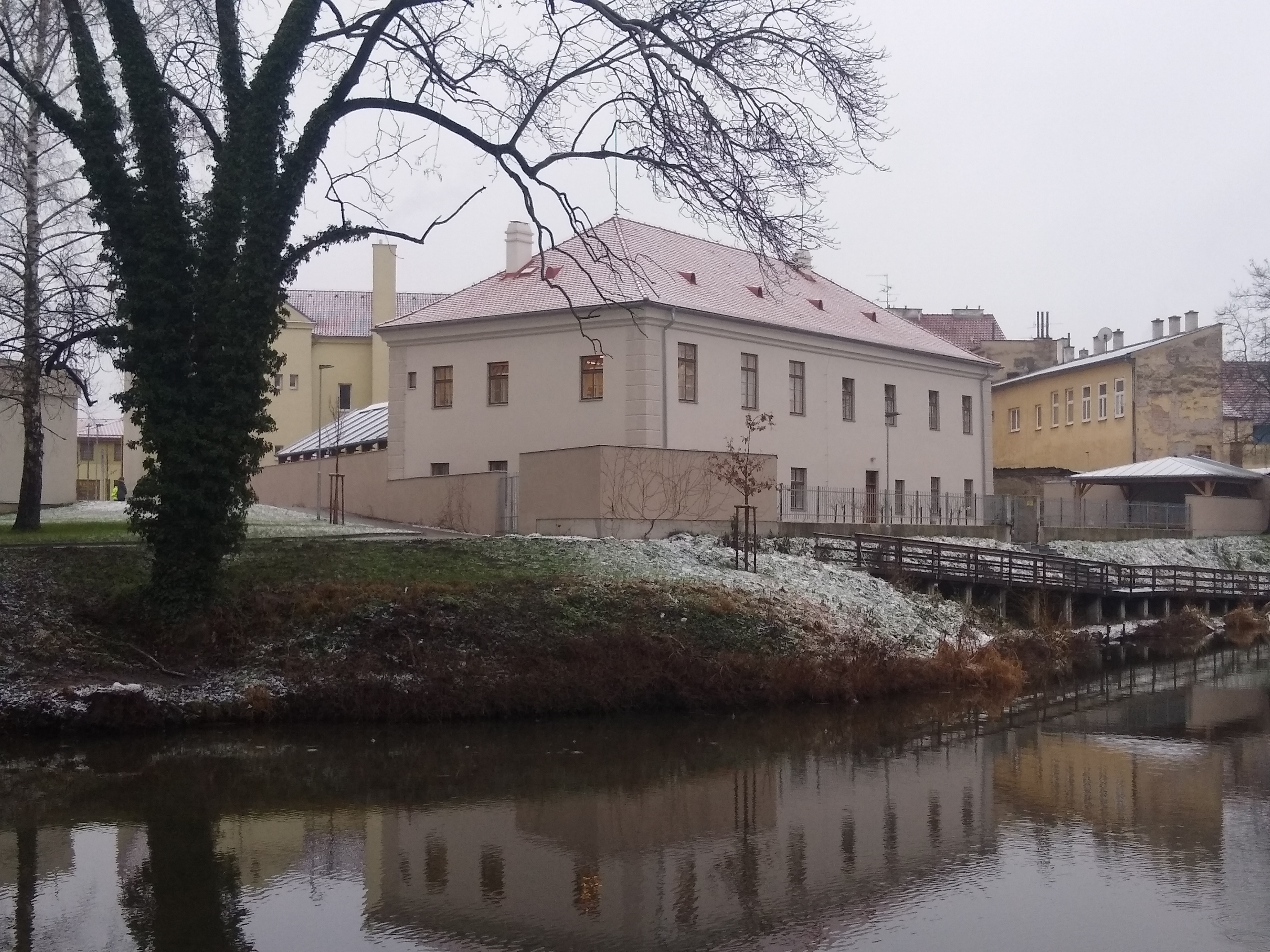
Paarův zámeček, stojící blízko centra Pohořelic, náleží do areálu ZŠ Pohořelice
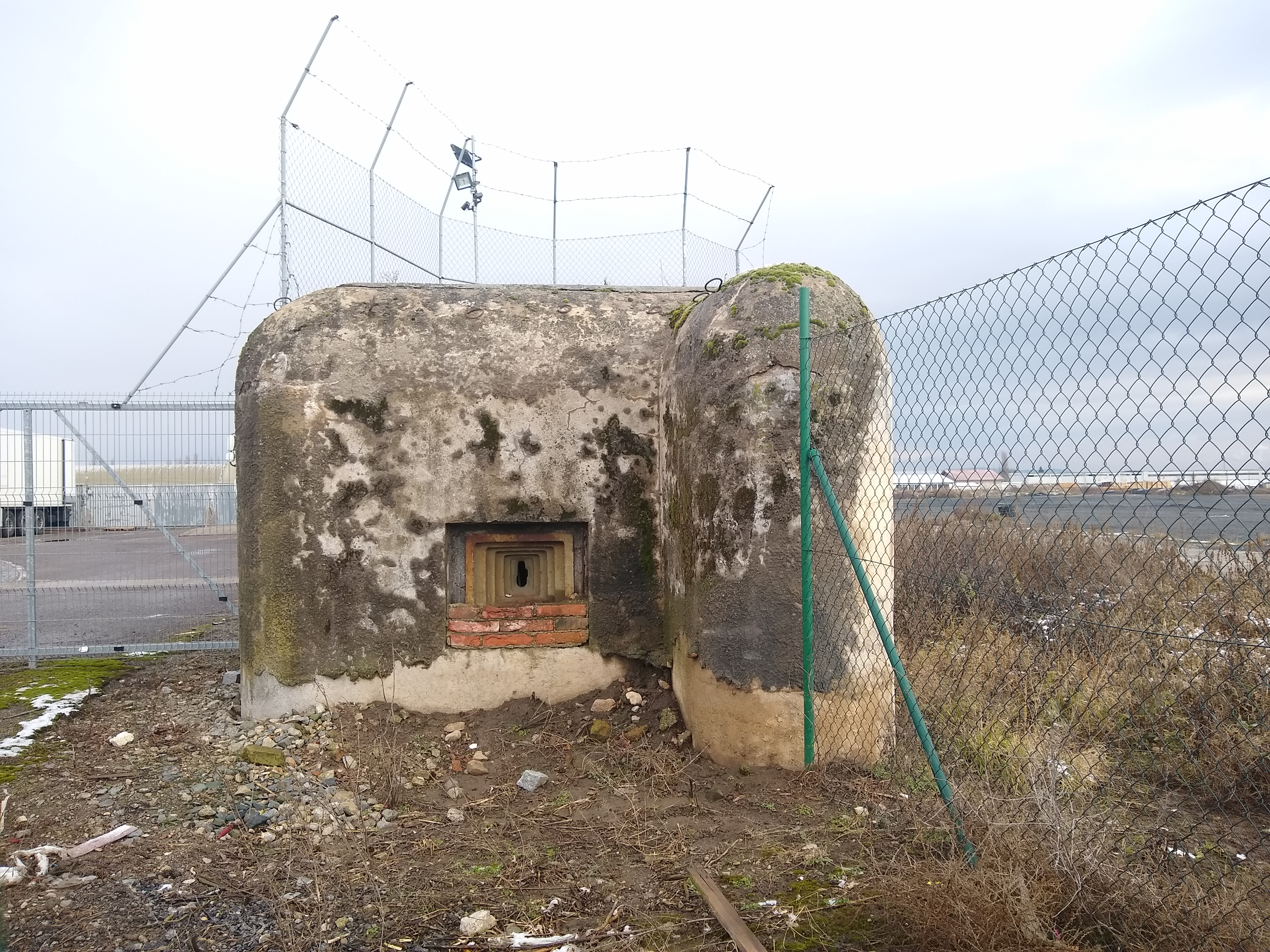
Jeden z řopíků v oblasti pozdější průmyslové zástavby na jihozápadě Pohořelic
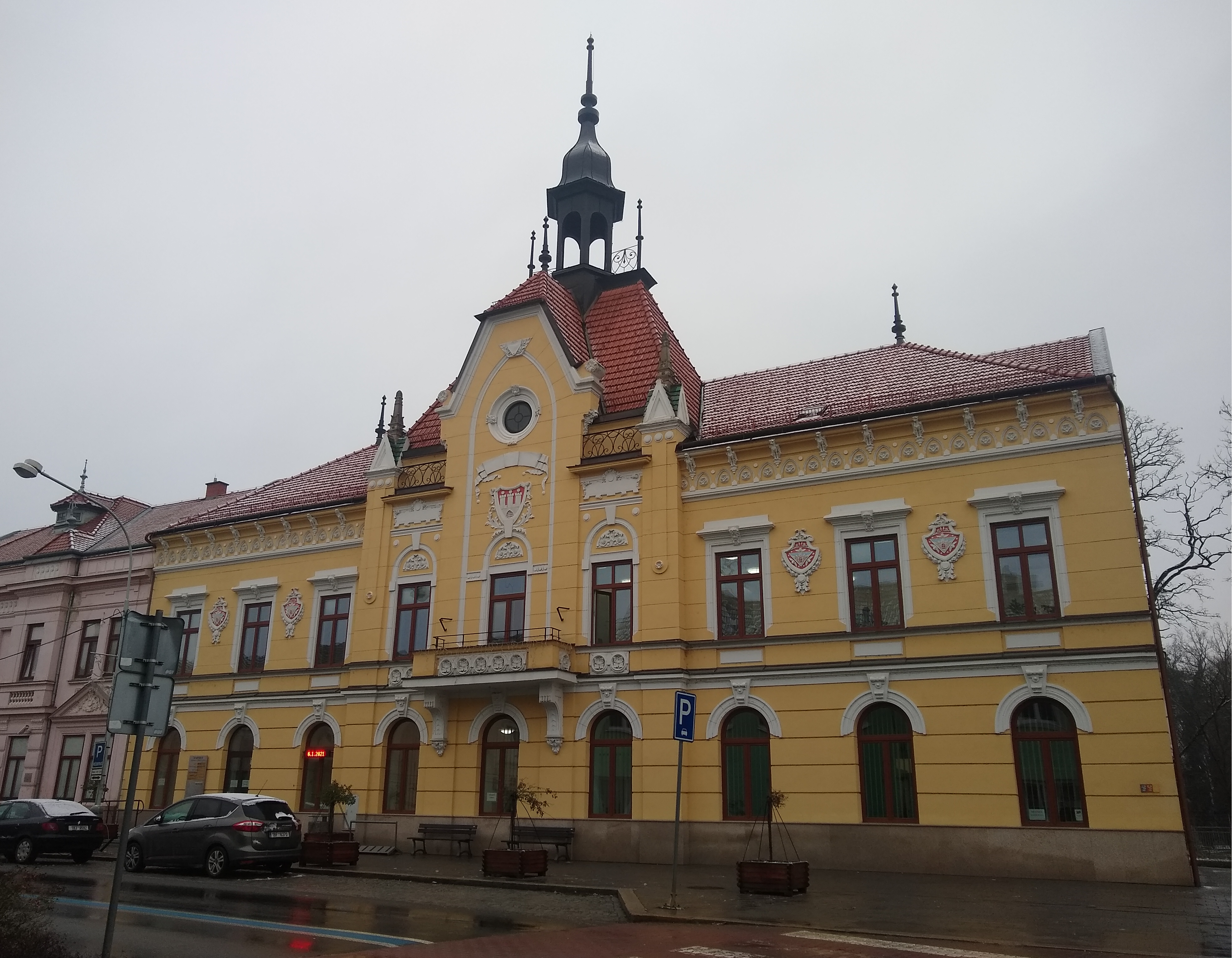
Stará radnice, která byla postavena v roce 1903 pro městskou spořitelnu

## Osobnosti
- Samuel Brünner (1858–1939), akademický malíř[73]
- Viktor Emanuel Frankl (1905–1997), rakouský neurolog, psychiatr a psychoterapeut, zakladatel logoterapie
- Franz Rund (1853–1933), starosta Pohořelic, moravský zemský poslanec
- Karel Strnad (1885–1915), kapitán C. a k. válečného námořnictva, velitel vojenské ponorky
- Robert Šlachta (* 1971), politik, policista a celník
- Věra Špinarová (1951–2017), zpěvačka

## Partnerská města
- Brezová pod Bradlom, Slovensko
- Poraj, Polsko